# Martin Müller (cyclisme)
Martin Müller (né le 5 avril 1974 à Forst dans le Brandebourg) est un coureur cycliste allemand, passé professionnel en 1997 chez Agro-Adler-Brandenburg. 

## Biographie
Martin Müller est notamment devenu champion d’Allemagne en 1992 chez les juniors (moins de 19 ans).
À partir de 2006, il porte les couleurs de l'équipe Milram. Il se retire du cyclisme professionnel à l'issue de la saison 2009, à 35 ans, après la non-reconduction de son contrat. 

## Palmarès
- 1992
  -  Champion d'Allemagne sur route juniors
- 1993
  - 2e du championnat d'Allemagne du contre-la-montre par équipes amateurs
- 1994
  - Rund um Berlin
  - 2e du championnat d'Allemagne du contre-la-montre par équipes amateurs
- 1996
  - 2e étape de la Cinturón a Mallorca
  - Tour de Sebnitz
  - 3e du Tour de Thuringe
  - 3e du Tour de la Hainleite
- 1997
  - 5ea étape du Tour de Basse-Saxe (contre-la-montre par équipes)
  - 7ea étape du Tour de Rhénanie-Palatinat
  - Erzgebirgsrundfahrt
  - 2e du Tour de Basse-Saxe
  - 2e du l'Omloop van de Westkust
- 1999
  - 4e étape du Bałtyk-Karkonosze Tour
- 2000
  - 8e étape du Tour de Basse-Saxe
- 2003
  - 3e du Tour de Brandebourg
- 2007
  - 3e de l'Eindhoven Team Time Trial

## Résultats sur les grands tours

### Tour de France
1 participation 
- 2008 : 105e

### Tour d'Italie
2 participations
- 2007 : 130e
- 2009 : 161e

### Tour d'Espagne
1 participation 
- 2007 : 115e

## Classements mondiaux
| Année              | 2007 | 2008 | 2009 | 2010 | 2011 |
| ------------------ | ---- | ---- | ---- | ---- | ---- |
| Classement ProTour | 133e |      |      |      |      |
| UCI Asia Tour      |      |      |      |      | 283e |